# Bucky Bockhorn
Arlen Dale "Bucky" Bockhorn (Campbell Hill, Illinois, 8 de julio de 1933) es un exjugador de baloncesto estadounidense que disputó siete temporadas en la NBA, todas ellas en los Cincinnati Royals. Con 1,93 metros de estatura, jugaba en la posición de base.

## Trayectoria deportiva

### Universidad
Jugó durante tres temporadas con los Flyers de la Universidad de Dayton, en las que promedió 11,1 puntos y 8,3 rebotes por partido. Promedió dobles figuras en las tres temporadas, disputando en todas ellas el NIT. con él en el equipo, ganaron 69 partidos y perdieron 17.

### Profesional
Fue elegido en la decimoctava posición del Draft de la NBA de 1958 por Cincinnati Royals, donde rápidamente se hizo un hueco en el quinteto titular. En su primera temporada promedió 10,2 puntos, 6,5 rebotes y 2,9 asistencias por partido.
En la temporada 1960-61 llegó al equipo Oscar Robertson, formando con Bockhorn la pareja de hombres bajos del quinteto titular de los Royals. Su incorporación no afectó a su juego, mejorando sus estadísticas año a año, llegando a su máximo en la temporada 1961-62, en la que promedió 15,8 puntos, 4,8 rebotes y 4,7 asistencias por partido. Ese año además fue el décimo jugador de la liga que más asistencias repartió, con 366.
Jugó tres temporadas más, retirándose en 1965, con 31 años.

## Estadísticas de su carrera en la NBA

### Temporada regular
| Temporada | Edad | Equipo            | Liga | P   | TIT | MIN  | TC  | TCA  | %TC  | 3P | 3PA | %3P | TL  | TLA | %TL  | R.OF. | R.DEF. | REB | ASIS | ROB | TAP | PER | FP  | PTS  |
| 1958-59   | 25   | Cincinnati Royals | NBA  | 71  |     | 31.7 | 4.1 | 10.9 | .381 |    |     |     | 1.9 | 2.8 | .704 |       |        | 6.5 | 2.9  |     |     |     | 3.0 | 10.2 |
| 1959-60   | 26   | Cincinnati Royals | NBA  | 75  |     | 28.0 | 4.3 | 10.8 | .398 |    |     |     | 1.9 | 2.6 | .747 |       |        | 5.1 | 3.4  |     |     |     | 3.3 | 10.5 |
| 1960-61   | 27   | Cincinnati Royals | NBA  | 79  |     | 33.8 | 5.3 | 13.4 | .397 |    |     |     | 1.9 | 2.6 | .731 |       |        | 5.5 | 4.3  |     |     |     | 3.6 | 12.6 |
| 1961-62   | 28   | Cincinnati Royals | NBA  | 80  |     | 38.3 | 6.6 | 15.4 | .430 |    |     |     | 2.5 | 3.1 | .789 |       |        | 4.7 | 4.6  |     |     |     | 3.5 | 15.8 |
| 1962-63   | 29   | Cincinnati Royals | NBA  | 80  |     | 32.7 | 4.7 | 11.9 | .393 |    |     |     | 2.3 | 3.0 | .756 |       |        | 4.0 | 3.3  |     |     |     | 3.3 | 11.7 |
| 1963-64   | 30   | Cincinnati Royals | NBA  | 70  |     | 23.9 | 3.5 | 8.4  | .412 |    |     |     | 1.4 | 1.8 | .762 |       |        | 2.9 | 2.5  |     |     |     | 3.2 | 8.3  |
| 1964-65   | 31   | Cincinnati Royals | NBA  | 19  |     | 22.3 | 3.2 | 8.3  | .382 |    |     |     | 1.5 | 2.1 | .718 |       |        | 2.9 | 2.4  |     |     |     | 2.7 | 7.8  |
| Total     |      |                   | NBA  | 474 |     | 31.2 | 4.7 | 11.8 | .403 |    |     |     | 2.0 | 2.6 | .748 |       |        | 4.7 | 3.5  |     |     |     | 3.3 | 11.5 |

### Playoffs
| Temporada | Edad | Equipo            | Liga | P  | MIN | TCA | TC  | 3PA | 3P | TLA | TL | R.OF. | REB | ASIS | ROB | TAP | PER | FP | PTS | %TC  | %3P | %FT  | MIN  | PTS  | REB | AST |
| 1961-62   | 28   | Cincinnati Royals | NBA  | 4  | 157 | 27  | 62  |     |    | 14  | 16 |       | 19  | 20   |     |     |     | 11 | 68  | .435 |     | .875 | 39.3 | 17.0 | 4.8 | 5.0 |
| 1962-63   | 29   | Cincinnati Royals | NBA  | 12 | 407 | 56  | 135 |     |    | 23  | 31 |       | 45  | 39   |     |     |     | 44 | 135 | .415 |     | .742 | 33.9 | 11.3 | 3.8 | 3.3 |
| 1963-64   | 30   | Cincinnati Royals | NBA  | 10 | 301 | 41  | 108 |     |    | 15  | 20 |       | 39  | 39   |     |     |     | 40 | 97  | .380 |     | .750 | 30.1 | 9.7  | 3.9 | 3.9 |
| Total     |      |                   | NBA  | 26 | 865 | 124 | 305 |     |    | 52  | 67 |       | 103 | 98   |     |     |     | 95 | 300 | .407 |     | .776 | 33.3 | 11.5 | 4.0 | 3.8 |